# Abraão de Éfeso
Abraão de Éfeso foi o arcebispo de Éfeso em meados do século VI. Foi, provavelmente, "fundador de dois mosteiros, um em Constantinopla e um outro em Jerusalém" (Voicu, p. 31). Uma de suas homilias, que chegou até os nossos tempos, a In annunciationem, reveste-se de importância especial para a história do culto cristão. Neste texto, há o mais antigo testemunho da celebração da Anunciação em 25 de março, e não mais antes do Natal, como era o costume. Não há mais informações biográficas sobre Abraão de Éfeso, a não ser uma alusão, na referida homilia, a Orígenes, o que nos permite situar a sua escrita entre os anos 530 e 553.